# 英国王のスピーチの受賞とノミネートの一覧
本項目は、デヴィッド・サイドラー脚本、トム・フーパー監督による2010年の映画作品『英国王のスピーチ』の受賞とノミネートの一覧である。
第83回アカデミー賞では、最多となる12部門でノミネートされ、4部門で受賞を果たすなど、世界各地の映画賞、合わせて63個を得た。

## 受賞とノミネート一覧
| セレモニー                                 | 候補                                                         | 部門                             | 結果       |
| ------------------------------------------ | ------------------------------------------------------------ | -------------------------------- | ---------- |
| アカデミー賞                               | イアン・カニング エミール・シャーマン ガレス・アンウィン     | 作品賞                           | 受賞       |
| アカデミー賞                               | タリク・アンウォー                                           | 編集賞                           | ノミネート |
| アカデミー賞                               | イヴ・スチュワート ジュディ・ファー                          | 美術賞                           | ノミネート |
| アカデミー賞                               | ジェニー・ビーヴァン                                         | 衣裳デザイン賞                   | ノミネート |
| アカデミー賞                               | ポール・ハンブリン マーティン・ジェンセン ジョン・ミッジリー | 録音賞                           | ノミネート |
| アカデミー賞                               | コリン・ファース                                             | 主演男優賞                       | 受賞       |
| アカデミー賞                               | トム・フーパー                                               | 監督賞                           | 受賞       |
| アカデミー賞                               | ジェフリー・ラッシュ                                         | 助演男優賞                       | ノミネート |
| アカデミー賞                               | ヘレナ・ボナム＝カーター                                     | 助演女優賞                       | ノミネート |
| アカデミー賞                               | デヴィッド・サイドラー                                       | 脚本賞                           | 受賞       |
| アカデミー賞                               | アレクサンドル・デプラ                                       | 作曲賞                           | ノミネート |
| アカデミー賞                               | ダニー・コーエン                                             | 撮影賞                           | ノミネート |
| 女性映画ジャーナリスト同盟賞               |                                                              | 作品賞                           | ノミネート |
| 女性映画ジャーナリスト同盟賞               | オリジナル脚本賞                                             |                                  | ノミネート |
| 女性映画ジャーナリスト同盟賞               | アンサンブル・キャスト賞                                     |                                  | ノミネート |
| 女性映画ジャーナリスト同盟賞               | トム・フーパー                                               | 監督賞                           | ノミネート |
| 女性映画ジャーナリスト同盟賞               | コリン・ファース                                             | 主演男優賞                       | 受賞       |
| 女性映画ジャーナリスト同盟賞               | ヘレナ・ボナム＝カーター                                     | 助演女優賞                       | ノミネート |
| 女性映画ジャーナリスト同盟賞               | ジェフリー・ラッシュ                                         | 助演男優賞                       | ノミネート |
| アメリカ映画編集者協会賞                   | タリク・アンウォー                                           | 長編映画編集賞（ドラマ映画部門） | ノミネート |
| アメリカン・フィルム・インスティチュート賞 | ヘレナ・ボナム＝カーター                                     | ア・イヤー・オブ・エクセレンス賞 | 受賞       |
| アメリカ撮影監督協会賞                     | ダニー・コーエン                                             | 劇場映画撮影賞                   | ノミネート |
| 美術監督組合賞                             | イヴ・スチュワート                                           | ピリオド映画美術賞               | 受賞       |
| オースティン映画批評家協会賞               | コリン・ファース                                             | 主演男優賞                       | 受賞       |
| アスペン映画祭                             | トム・フーパー                                               | 観客賞                           | 受賞       |
| 英国アカデミー賞                           |                                                              | 作品賞                           | 受賞       |
| 英国アカデミー賞                           | 英国作品賞                                                   | 受賞                             |            |
| 英国アカデミー賞                           | 編集賞                                                       | ノミネート                       |            |
| 英国アカデミー賞                           | 美術賞                                                       | ノミネート                       |            |
| 英国アカデミー賞                           | 衣裳デザイン賞                                               | ノミネート                       |            |
| 英国アカデミー賞                           | 音響賞                                                       | ノミネート                       |            |
| 英国アカデミー賞                           | メイクアップ賞                                               | ノミネート                       |            |
| 英国アカデミー賞                           | コリン・ファース                                             | 主演男優賞                       | 受賞       |
| 英国アカデミー賞                           | トム・フーパー                                               | 監督賞                           | ノミネート |
| 英国アカデミー賞                           | ジェフリー・ラッシュ                                         | 助演男優賞                       | 受賞       |
| 英国アカデミー賞                           | ヘレナ・ボナム＝カーター                                     | 助演女優賞                       | 受賞       |
| 英国アカデミー賞                           | デヴィッド・サイドラー                                       | オリジナル脚本賞                 | 受賞       |
| 英国アカデミー賞                           | アレクサンドル・デプラ                                       | 作曲賞                           | 受賞       |
| 英国アカデミー賞                           | ダニー・コーエン                                             | 撮影賞                           | ノミネート |
| 英国インディペンデント映画賞               |                                                              | 作品賞                           | 受賞       |
| 英国インディペンデント映画賞               | コリン・ファース                                             | 主演男優賞                       | 受賞       |
| 英国インディペンデント映画賞               | トム・フーパー                                               | 監督賞                           | ノミネート |
| 英国インディペンデント映画賞               | デヴィッド・サイドラー                                       | 脚本賞                           | 受賞       |
| 英国インディペンデント映画賞               | ジェフリー・ラッシュ                                         | 助演男優賞                       | 受賞       |
| 英国インディペンデント映画賞               | ガイ・ピアース                                               | 助演男優賞                       | ノミネート |
| 英国インディペンデント映画賞               | ヘレナ・ボナム＝カーター                                     | 助演女優賞                       | 受賞       |
| 英国インディペンデント映画賞               | ヘレナ・ボナム＝カーター                                     | リチャード・ハリス賞             | 受賞       |
| 英国インディペンデント映画賞               | イヴ・スチュワート                                           | 技術貢献賞（美術）               | ノミネート |
| クリティクス・チョイス・アワード           |                                                              | 作品賞                           | ノミネート |
| クリティクス・チョイス・アワード           | アンサンブル演技賞                                           |                                  | ノミネート |
| クリティクス・チョイス・アワード           | ヘレナ・ボナム＝カーター                                     | 助演女優賞                       | ノミネート |
| クリティクス・チョイス・アワード           | コリン・ファース                                             | 主演男優賞                       | 受賞       |
| クリティクス・チョイス・アワード           | ジェフリー・ラッシュ                                         | 助演男優賞                       | ノミネート |
| クリティクス・チョイス・アワード           | トム・フーパー                                               | 監督賞                           | ノミネート |
| クリティクス・チョイス・アワード           | デヴィッド・サイドラー                                       | オリジナル脚本賞                 | 受賞       |
| クリティクス・チョイス・アワード           | ダニー・コーエン                                             | 撮影賞                           | ノミネート |
| クリティクス・チョイス・アワード           | ネッティ・チャップマン                                       | 美術監督賞                       | ノミネート |
| クリティクス・チョイス・アワード           | ジェニー・ビーヴァン                                         | 衣裳デザイン賞                   | ノミネート |
| クリティクス・チョイス・アワード           | アレクサンドル・デプラ                                       | 作曲賞                           | ノミネート |
| セントラルオハイオ映画批評家協会賞         |                                                              | 作品賞                           | ノミネート |
| セントラルオハイオ映画批評家協会賞         | トム・フーパー                                               | 監督賞                           | ノミネート |
| セントラルオハイオ映画批評家協会賞         | デヴィッド・サイドラー                                       | オリジナル脚本賞                 | ノミネート |
| セントラルオハイオ映画批評家協会賞         | コリン・ファース                                             | 主演男優賞                       | ノミネート |
| セントラルオハイオ映画批評家協会賞         | ジェフリー・ラッシュ                                         | 助演男優賞                       | 受賞       |
| シカゴ映画批評家協会賞                     |                                                              | 作品賞                           | ノミネート |
| シカゴ映画批評家協会賞                     | オリジナル脚本賞                                             |                                  | ノミネート |
| シカゴ映画批評家協会賞                     | コリン・ファース                                             | 主演男優賞                       | 受賞       |
| シカゴ映画批評家協会賞                     | ヘレナ・ボナム＝カーター                                     | 助演女優賞                       | ノミネート |
| シカゴ映画批評家協会賞                     | ジェフリー・ラッシュ                                         | 助演男優賞                       | ノミネート |
| シカゴ映画批評家協会賞                     | トム・フーパー                                               | 監督賞                           | ノミネート |
| クロトゥルーディス賞                       |                                                              | 作品賞                           | ノミネート |
| クロトゥルーディス賞                       | 美術賞                                                       | ノミネート                       |            |
| クロトゥルーディス賞                       | コリン・ファース                                             | 主演男優賞                       | ノミネート |
| クロトゥルーディス賞                       | ジェフリー・ラッシュ                                         | 助演男優賞                       | 受賞       |
| クロトゥルーディス賞                       | デヴィッド・サイドラー                                       | オリジナル脚本賞                 | ノミネート |
| 衣裳デザイナー組合賞                       |                                                              | ピリオド映画賞                   | 受賞       |
| ダラス・フォートワース映画批評家協会賞     |                                                              | 作品賞                           | ノミネート |
| ダラス・フォートワース映画批評家協会賞     | トム・フーパー                                               | 監督賞                           | ノミネート |
| ダラス・フォートワース映画批評家協会賞     | ヘレナ・ボナム＝カーター                                     | 助演女優賞                       | ノミネート |
| ダラス・フォートワース映画批評家協会賞     | コリン・ファース                                             | 主演男優賞                       | ノミネート |
| ダラス・フォートワース映画批評家協会賞     | ジェフリー・ラッシュ                                         | 助演男優賞                       | ノミネート |
| デンバー映画批評家協会賞                   |                                                              | Best Film                        | ノミネート |
| デンバー映画批評家協会賞                   | オリジナル脚本賞                                             |                                  | ノミネート |
| デンバー映画批評家協会賞                   | コリン・ファース                                             | 主演男優賞                       | 受賞       |
| デンバー映画批評家協会賞                   | ヘレナ・ボナム＝カーター                                     | 助演女優賞                       | ノミネート |
| デンバー映画批評家協会賞                   | ジェフリー・ラッシュ                                         | 助演男優賞                       | ノミネート |
| デトロイト映画批評家協会賞                 |                                                              | 作品賞                           | ノミネート |
| デトロイト映画批評家協会賞                 | アンサンブル賞                                               |                                  | ノミネート |
| デトロイト映画批評家協会賞                 | トム・フーパー                                               | 監督賞                           | ノミネート |
| デトロイト映画批評家協会賞                 | ヘレナ・ボナム＝カーター                                     | 助演女優賞                       | ノミネート |
| デトロイト映画批評家協会賞                 | コリン・ファース                                             | 主演男優賞                       | 受賞       |
| デトロイト映画批評家協会賞                 | ジェフリー・ラッシュ                                         | 助演男優賞                       | ノミネート |
| 全米監督協会賞                             | トム・フーパー                                               | 長編映画監督賞                   | 受賞       |
| フロリダ映画批評家協会賞                   | コリン・ファース                                             | 主演男優賞                       | 受賞       |
| イブニング・スタンダード・英国映画賞       |                                                              | 作品賞                           | ノミネート |
| イブニング・スタンダード・英国映画賞       | コリン・ファース                                             | 主演男優賞                       | ノミネート |
| イブニング・スタンダード・英国映画賞       | ジェニー・ビーヴァン                                         | 技術貢献賞                       | ノミネート |
| ゴールデングローブ賞                       |                                                              | 作品賞 (ドラマ部門)              | ノミネート |
| ゴールデングローブ賞                       | コリン・ファース                                             | 主演男優賞 (ドラマ部門)          | 受賞       |
| ゴールデングローブ賞                       | ヘレナ・ボナム＝カーター                                     | 助演女優賞                       | ノミネート |
| ゴールデングローブ賞                       | ジェフリー・ラッシュ                                         | 助演男優賞                       | ノミネート |
| ゴールデングローブ賞                       | トム・フーパー                                               | 監督賞                           | ノミネート |
| ゴールデングローブ賞                       | デヴィッド・サイドラー                                       | 脚本賞                           | ノミネート |
| ゴールデングローブ賞                       | アレクサンドル・デプラ                                       | 作曲賞                           | ノミネート |
| ハンプトンズ国際映画祭                     | トム・フーパー                                               | 観客賞（ナレーティヴ）           | 受賞       |
| ハリウッド映画祭                           | ヘレナ・ボナム＝カーター                                     | 助演女優賞                       | 受賞       |
| ヒューストン映画批評家協会賞               |                                                              | 作品賞                           | ノミネート |
| ヒューストン映画批評家協会賞               | ヘレナ・ボナム＝カーター                                     | 助演女優賞                       | ノミネート |
| ヒューストン映画批評家協会賞               | コリン・ファース                                             | 主演男優賞                       | ノミネート |
| ヒューストン映画批評家協会賞               | ジェフリー・ラッシュ                                         | 助演男優賞                       | ノミネート |
| インディペンデント・スピリット賞           |                                                              | 外国映画賞                       | 受賞       |
| 国際シネフィル協会賞                       | コリン・ファース                                             | 主演男優賞                       | ノミネート |
| 国際映画音楽協会賞                         | アレクサンドル・デプラ                                       | 映画賞                           | ノミネート |
| 国際映画音楽協会賞                         | アレクサンドル・デプラ                                       | 映画音楽賞                       | 受賞       |
| アイオワ映画批評家協会賞                   | コリン・ファース                                             | 主演男優賞                       | 受賞       |
| アイオワ映画批評家協会賞                   | ヘレナ・ボナム＝カーター                                     | 助演女優賞                       | ノミネート |
| カンザスシティ映画批評家協会賞             | コリン・ファース                                             | 主演男優賞                       | 受賞       |
| ラスベガス映画批評家協会賞                 |                                                              | 作品賞                           | ノミネート |
| ラスベガス映画批評家協会賞                 | 衣裳デザイン賞                                               |                                  | ノミネート |
| ラスベガス映画批評家協会賞                 | 美術監督賞                                                   |                                  | ノミネート |
| ラスベガス映画批評家協会賞                 | トム・フーパー                                               | 監督賞                           | ノミネート |
| ラスベガス映画批評家協会賞                 | コリン・ファース                                             | 主演男優賞                       | ノミネート |
| ラスベガス映画批評家協会賞                 | ジェフリー・ラッシュ                                         | 助演男優賞                       | ノミネート |
| ロンドン映画批評家協会賞                   |                                                              | 作品賞                           | ノミネート |
| ロンドン映画批評家協会賞                   | 英国作品賞                                                   | 受賞                             |            |
| ロンドン映画批評家協会賞                   | コリン・ファース                                             | 受賞                             | 主演男優賞 |
| ロンドン映画批評家協会賞                   | コリン・ファース                                             | 英国男優賞                       | ノミネート |
| ロンドン映画批評家協会賞                   | ヘレナ・ボナム＝カーター                                     | 英国女優賞                       | ノミネート |
| ロンドン映画批評家協会賞                   | トム・フーパー                                               | 監督賞                           | 受賞       |
| ロンドン映画批評家協会賞                   | デヴィッド・サイドラー                                       | 脚本賞                           | ノミネート |
| ロサンゼルス映画批評家協会賞               | コリン・ファース                                             | 主演男優賞                       | 受賞       |
| 映画音響編集者組合賞                       |                                                              | 長編映画 DX & ADR 賞             | ノミネート |
| 全米映画批評家協会賞                       | ジェフリー・ラッシュ                                         | 助演男優賞                       | 受賞       |
| 全米映画批評家協会賞                       | コリン・ファース                                             | 主演男優賞                       | ノミネート |
| 全米映画批評家協会賞                       | 脚本賞                                                       |                                  | ノミネート |
| ニューヨーク映画批評家協会賞               | コリン・ファース                                             | 主演男優賞                       | 受賞       |
| ノーステキサス映画批評家協会賞             |                                                              | 作品賞                           | ノミネート |
| ノーステキサス映画批評家協会賞             | 撮影賞                                                       |                                  | ノミネート |
| ノーステキサス映画批評家協会賞             | コリン・ファース                                             | 主演男優賞                       | 受賞       |
| ノーステキサス映画批評家協会賞             | ヘレナ・ボナム＝カーター                                     | 助演女優賞                       | ノミネート |
| ノーステキサス映画批評家協会賞             | ジェフリー・ラッシュ                                         | 助演男優賞                       | ノミネート |
| オンライン映画批評家協会賞                 | コリン・ファース                                             | 主演男優賞                       | 受賞       |
| オンライン映画批評家協会賞                 | ジェフリー・ラッシュ                                         | 助演男優賞                       | ノミネート |
| オンライン映画批評家協会賞                 | デヴィッド・サイドラー                                       | オリジナル脚本賞                 | ノミネート |
| フェニックス映画批評家協会賞               |                                                              | 作品賞                           | 受賞       |
| フェニックス映画批評家協会賞               | アンサンブル演技賞                                           | ノミネート                       |            |
| フェニックス映画批評家協会賞               | 美術賞                                                       | ノミネート                       |            |
| フェニックス映画批評家協会賞               | 衣裳デザイン賞                                               | ノミネート                       |            |
| フェニックス映画批評家協会賞               | トム・フーパー                                               | ノミネート                       | 監督賞     |
| フェニックス映画批評家協会賞               | コリン・ファース                                             | 主演男優賞                       | 受賞       |
| フェニックス映画批評家協会賞               | ジェフリー・ラッシュ                                         | 助演男優賞                       | ノミネート |
| フェニックス映画批評家協会賞               | ヘレナ・ボナム＝カーター                                     | 助演女優賞                       | ノミネート |
| アメリカ製作者組合賞                       | イアン・カニング エミール・シャーマン ガレス・アンウィン     | 映画賞                           | 受賞       |
| サンディエゴ映画批評家協会賞               | コリン・ファース                                             | 主演男優賞                       | ノミネート |
| サンディエゴ映画批評家協会賞               | 作品賞                                                       |                                  | ノミネート |
| サンディエゴ映画批評家協会賞               | デヴィッド・サイドラー                                       | オリジナル脚本賞                 | ノミネート |
| サンディエゴ映画批評家協会賞               | ジェフリー・ラッシュ                                         | 助演男優賞                       | ノミネート |
| サンフランシスコ映画批評家協会賞           |                                                              | オリジナル脚本賞                 | 受賞       |
| サンフランシスコ映画批評家協会賞           | コリン・ファース                                             | 主演男優賞                       | 受賞       |
| サンタ・バーバラ国際映画祭                 |                                                              | アンサンブル賞                   | 受賞       |
| サテライト賞                               |                                                              | ドラマ映画賞                     | ノミネート |
| サテライト賞                               | 衣裳デザイン賞                                               |                                  | ノミネート |
| サテライト賞                               | デヴィッド・サイドラー                                       | オリジナル脚本賞                 | 受賞       |
| サテライト賞                               | トム・フーパー                                               | 監督賞                           | ノミネート |
| サテライト賞                               | コリン・ファース                                             | 主演男優賞（ドラマ映画）         | 受賞       |
| サテライト賞                               | ジェフリー・ラッシュ                                         | 映画助演男優賞                   | ノミネート |
| 全米映画俳優組合賞                         | コリン・ファース                                             | 主演男優賞                       | 受賞       |
| 全米映画俳優組合賞                         | ヘレナ・ボナム＝カーター                                     | 助演女優賞                       | ノミネート |
| 全米映画俳優組合賞                         | ジェフリー・ラッシュ                                         | 助演男優賞                       | ノミネート |
| 全米映画俳優組合賞                         |                                                              | キャスト賞                       | 受賞       |
| サウスイースタン映画批評家協会賞           | コリン・ファース                                             | 主演男優賞                       | 受賞       |
| サウスイースタン映画批評家協会賞           | ジェフリー・ラッシュ                                         | 助演男優賞                       | 受賞       |
| サウスイースタン映画批評家協会賞           | デヴィッド・サイドラー                                       | オリジナル脚本賞                 | 受賞       |
| セントルイス映画批評家協会賞               | コリン・ファース                                             | 主演男優賞                       | 受賞       |
| セントルイス映画批評家協会賞               | ジェフリー・ラッシュ                                         | 助演男優賞                       | ノミネート |
| セントルイス映画批評家協会賞               | ヘレナ・ボナム＝カーター                                     | 助演女優賞                       | ノミネート |
| セントルイス映画批評家協会賞               | トム・フーパー                                               | 監督賞                           | ノミネート |
| セントルイス映画批評家協会賞               | 作品賞                                                       |                                  | ノミネート |
| セントルイス映画批評家協会賞               | オリジナル脚本賞                                             | 受賞                             |            |
| セントルイス映画批評家協会賞               | Best Artistic/Creative Film                                  | ノミネート                       |            |
| トロント映画批評家協会賞                   | コリン・ファース                                             | 主演男優賞                       | ノミネート |
| トロント映画批評家協会賞                   | ジェフリー・ラッシュ                                         | 助演男優賞                       | ノミネート |
| トロント映画批評家協会賞                   | デヴィッド・サイドラー                                       | 脚本賞                           | ノミネート |
| トロント国際映画祭                         | トム・フーパー                                               | 観客賞                           | 受賞       |
| ユタ映画批評家協会賞                       | コリン・ファース                                             | 主演男優賞                       | ノミネート |
| ユタ映画批評家協会賞                       | ジェフリー・ラッシュ                                         | 助演男優賞                       | ノミネート |
| バンクーバー映画批評家協会賞               | コリン・ファース                                             | 主演男優賞                       | 受賞       |
| バンクーバー映画批評家協会賞               | ジェフリー・ラッシュ                                         | 助演男優賞                       | ノミネート |
| ワシントンD.C.映画批評家協会賞             | ヘレナ・ボナム＝カーター                                     | 助演女優賞                       | ノミネート |
| ワシントンD.C.映画批評家協会賞             | ジェフリー・ラッシュ                                         | 助演男優賞                       | ノミネート |
| ワシントンD.C.映画批評家協会賞             | コリン・ファース                                             | 主演男優賞                       | 受賞       |
| ワシントンD.C.映画批評家協会賞             | デヴィッド・サイドラー                                       | オリジナル脚本賞                 | ノミネート |
| 女性映画批評家協会賞                       | コリン・ファース                                             | 主演男優賞                       | 受賞       |
| 女性映画批評家協会賞                       | 男性イメージ賞                                               |                                  | 受賞       |